# Salganea ternatensis
Salganea ternatensis es una especie de cucaracha del género Salganea, familia Blaberidae.

## Distribución
Esta especie se encuentra en Filipinas y Papúa Nueva Guinea.